# Ghosts’n Goblins
Ghosts’n Goblins – gra platformowa stworzona w 1985 roku przez Capcom. Jest to pierwsza pozycja z serii Ghosts’n Goblins, początkowo stworzona na automaty do gry, a następnie skonwertowana na różne platformy. Gra pojawiła się także na NES Classic Edition.
Głównym bohaterem gry jest Sir Arthur, który musi przemierzyć krainę demonów, walcząc po drodze z przeróżnymi stworami – demonami, zombie czy ogrami. Celem gry zaś jest uratowanie księżniczki Prin-Prin, porwanej przez Satana, pana świata demonów.

## Rozgrywka
Gracz kieruje Sir Arthurem, przechodzącym przez sześć kolejnych poziomów w widoku dwuwymiarowym. Sir Arthur może skakać, kucać i wspinać się po drabinach, a we wszelkich wrogów miota pociskami. Jego podstawową bronią jest lanca, natomiast w trakcie gry można znaleźć inną broń. Na końcu każdego poziomu gracz spotyka bossa; na poziomie piątym wcześniejsi bossowie występują ponownie. Do pokonania ostatniego z nich potrzebna jest specjalna broń, natomiast po jego pokonaniu okazuje się, że wszystko to było iluzją i wszystkie poziomy należy ukończyć jeszcze raz. Gra uchodzi za bardzo trudną. Bohater ma zbroję, która po trafieniu przez wroga znika; kolejny zadany cios zabija bohatera.